# Ferrovia Annecy-Albertville
La ferrovia Annecy-Albertville è una linea ferroviaria francese a scartamento normale e a binario unico non elettrificato della regione Rhône-Alpes, parzialmente chiusa all'esercizio.
Aperta nel 1901 dalla PLM, viene chiusa al servizio viaggiatori nel 1938 dalla SNCF, ma continua ad assicurare il servizio merci alimentato in buona parte dai numerosi raccordi industriali presenti lungo il percorso.
La chiusura al traffico merci avviene per tratti tra il 1953, con la sezione intermedia tra Saint-Jorioz e Lathuille, e il 1999, lasciando in attività solo la sezione meridionale tra le stazioni di Ugine e Albertville, al servizio esclusivo dello stabilimento di Ugine.
Il sedime ferroviario dismesso tra Sévrier e Ugine viene riutilizzato parzialmente da una pista ciclabile.

## Storia
Benché aperta soltanto nel 1901 dalla Compagnie des chemins de fer de Paris à Lyon et à la Méditerranée (PLM), la prima proposta di questa ferrovia risale al 1856, quando la Savoia apparteneva al Regno di Sardegna, ed è del 1857 la legge con cui viene concessa alla Società Anonima della Ferrovia Vittorio Emanuele una linea che doveva diramarsi da Ayton, sul tracciato originale della ferrovia Culoz-Modane, e raggiungere Annecy percorrendo la valle dell’Isère fino ad Albertville, quella dell’Arly fino a Ugine, passando poi per Faverges, Doussard e la riva sud occidentale del lago di Annecy.
Nel 1860 gli studi sono già molto avanzati, ma l'annessione della Savoia alla Francia ne interrompe il corso, malgrado la clausola del Trattato di Torino che impegna il governo francese a mantenere gli impegni del suo predecessore sardo e, tre anni più tardi una convenzione tra il Ministro dell'agricoltura, del commercio e dei lavori pubblici e la Società Vittorio Emanuele, sottoscritta il 1º maggio 1863 e approvata con decreto imperiale del 27 maggio 1863, solleva quest'ultima dall'obbligo di realizzare la ferrovia.
Nel frattempo la PLM, subentrata nel 1867 alla Vittorio Emanuele nella concessione della ferrovia Culoz-Modane-confine italiano, inizia la realizzazione della cosiddetta "rettifica di Saint Pierre d'Albigny", che sostituirà dal 18 dicembre 1876 il percorso originale da cui avrebbe dovuto diramarsi la linea per Albertville e Annecy, e riceve, nel 1869, la concessione per la Saint-Pierre-d'Albigny – Albertville, tratto iniziale della futura linea per Moûtiers-Salins e Bourg-Saint-Maurice.
La ferrovia per Annecy ritorna di attualità con la legge Nº 8168 del 17 luglio 1879, nota come Piano Freycinet, che classifica al nº 126 del programma delle ferrovie d'interesse generale una linea «d'Albertville à Annecy», ma nonostante la sua discussione al Consiglio Generale dell'Alta Savoia, il progetto non parte.
La linea viene infine dichiarata di pubblica utilità con la legge Nº 12330 del 21 agosto 1882 e data in concessione alla PLM con la legge Nº 17490 del 2 agosto 1886. Sarà però ancora necessaria una lunga attesa per venire a capo dei disaccordi tra il Ministero dei Lavori Pubblici, la compagnia PLM e i dipartimenti di Savoia e Alta Savoia per la partecipazione finanziaria all'acquisizione dei terreni.
La situazione si sblocca solo con l'intervento pressante dei notabili savoiardi, dei rappresentanti della Camera di Commercio di Annecy e della direzione degli stabilimenti metallurgici di Ugine, che si aspettano dalla ferrovia un'importante espansione delle loro attività.
I lavori iniziano nel luglio 1897 e la ferrovia viene inaugurata il 3 giugno 1901.

## Percorso
|  | Unknown route-map component "STR+l" | Unknown route-map component "CONTfq" |

| Unknown route-map component "SPLa" |

| Unknown route-map component "vBHF" |

| Unknown route-map component "SPLe" |

| Unknown route-map component "CONTgq" | Unknown route-map component "xABZgr" |  |

| Unknown route-map component "exnKBSTaq" | Unknown route-map component "exABZgnr" |  |

| Unknown route-map component "extSTRa" |

| Unknown route-map component "extSTRe" |

| Unknown route-map component "exBHF" |

| Unknown route-map component "exBHF" |

| Unknown route-map component "exBHF" |

| Unknown route-map component "exTUNNEL2" |

| Unknown route-map component "exnKBSTaq" | Unknown route-map component "exABZg+nr" |  |

| Unknown route-map component "exBHF" |

| Unknown route-map component "exBHF" |

| Unknown route-map component "exBHF" |

| Unknown route-map component "lGIPl" | Unknown route-map component "exBHF" |  |

| Unknown route-map component "WASSER+l" | Transverse water | Unknown route-map component "exhKRZWae" | Transverse water | Transverse water |

| Water |  | Unknown route-map component "exBHF" |  |  |

| Water | Unknown route-map component "exnKBSTaq" | Unknown route-map component "exABZgnr" |  |  |

| Water |  | Unknown route-map component "exABZg+nl" | Unknown route-map component "exnKBSTeq" |  |

| Water |  | Unknown route-map component "KDSTxa" |  |  |

| Unknown route-map component "WASSERl" | Transverse water | Unknown route-map component "hKRZWae" | Unknown route-map component "WASSER+r" |  |

|  |  | Unknown route-map component "ABZg+nl" | Unknown route-map component "nSTRq" + Unknown route-map component "WASSERu" | Unknown route-map component "nKBSTeq" |

|  |  | Straight track | Unknown route-map component "WABZg+l" | Transverse water |

|  | Unknown route-map component "eBHF" | Water |

| Unknown route-map component "exnSTR+l" | Unknown route-map component "eABZgnr" | Water |

| Unknown route-map component "exnBST" | Straight track | Water |

| Unknown route-map component "exnSTRl" | Unknown route-map component "eABZg+nr" | Water |

|  | Straight track | Water |

| Unknown route-map component "exnKBSTaq" | Unknown route-map component "eABZgnr" | Water |

|  | Enter and exit short tunnel | Unknown route-map component "WASSERl" |

| Unknown route-map component "SPLa" |

| Unknown route-map component "vBHF" |

| Unknown route-map component "SPLe" |

|  | Unknown route-map component "ABZgl" | Unknown route-map component "CONTfq" |

| Continuation forward |

La linea a binario unico si diramava dalla ferrovia Aix-les-Bains - Annemasse all'estremità ovest della stazione di Annecy e contornando la città a sud-ovest serviva, con un raccordo in piena linea alla progressiva chilometrica 2+025, una fabbrica elettrochimica.
Attraversava quindi una galleria di 1525 m portandosi sul bordo sud-occidentale del lago di Annecy, che costeggiava mantenendosi tra la riva e la cresta boschiva del Semnoz, servendo le stazioni di Sévrier, Saint-Jorioz e Duingt. Dopo la breve galleria che segue questa stazione si trovava, alla progressiva 15+322, il raccordo industriale dello stabilimento metallurgico Bozel-Malétra, seguito a breve distanza dalla stazione di Lathuille, che serviva l'imbarcadero dei battelli a vapore all'estremità meridionale del lago.
La linea si inoltrava quindi nella valle paludosa dell'Eau-Morte, raggiungendo con la pendenza del 12‰ il punto culminante nella stazione di Faverges, per poi ridiscendere con pendenze dal 12 al 20‰ lungo la valle del Chaise, varcando il confine dipartimentale tra Alta Savoia e Savoia tra le stazioni di Marlens e Ugine, dove riprende il tratto in esercizio della linea.
Alla confluenza della Chaise nell'Arly si trovano le vaste installazioni industriali della Société d'Électrochimie, d'Électrométallurgie et des Aciéries Électriques d'Ugine, il cui raccordo ha sempre apportato alla linea la maggior parte del traffico merci.
Il binario costeggia poi la riva destra dell'Arly, dove serviva al suo passaggio la stazione di Marthod e altri stabilimenti industriali, prima di attraversare la galleria di Pallud ed entrare nella stazione di Albertville, punto di inversione di marcia della linea Saint Pierre d'Albigny-Bourg Saint Maurice.

## Traffico

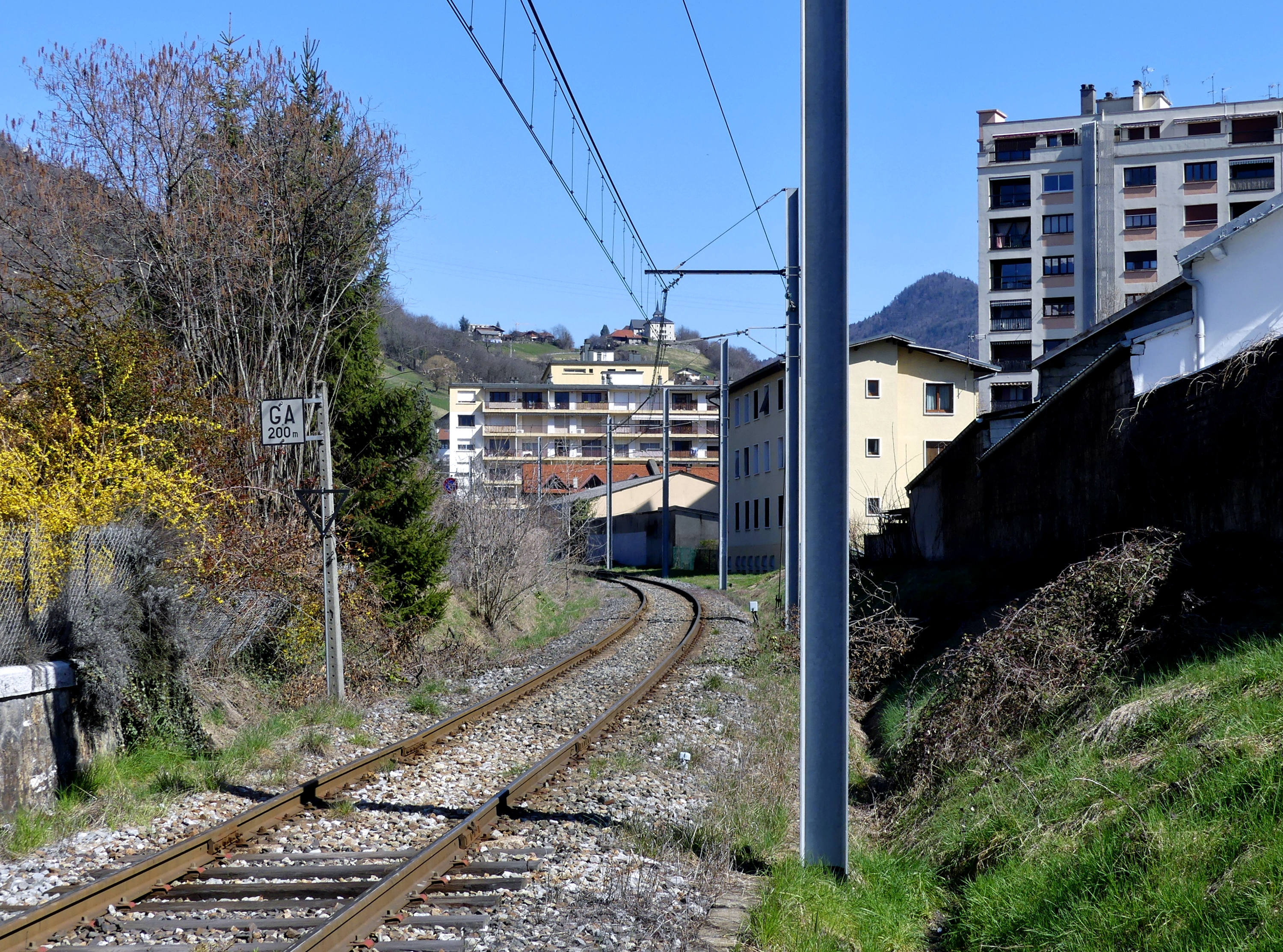
Il tratto di ferrovia all'uscita della stazione di Albertville, parzialmente elettrificato per consentire le manovre in stazione.

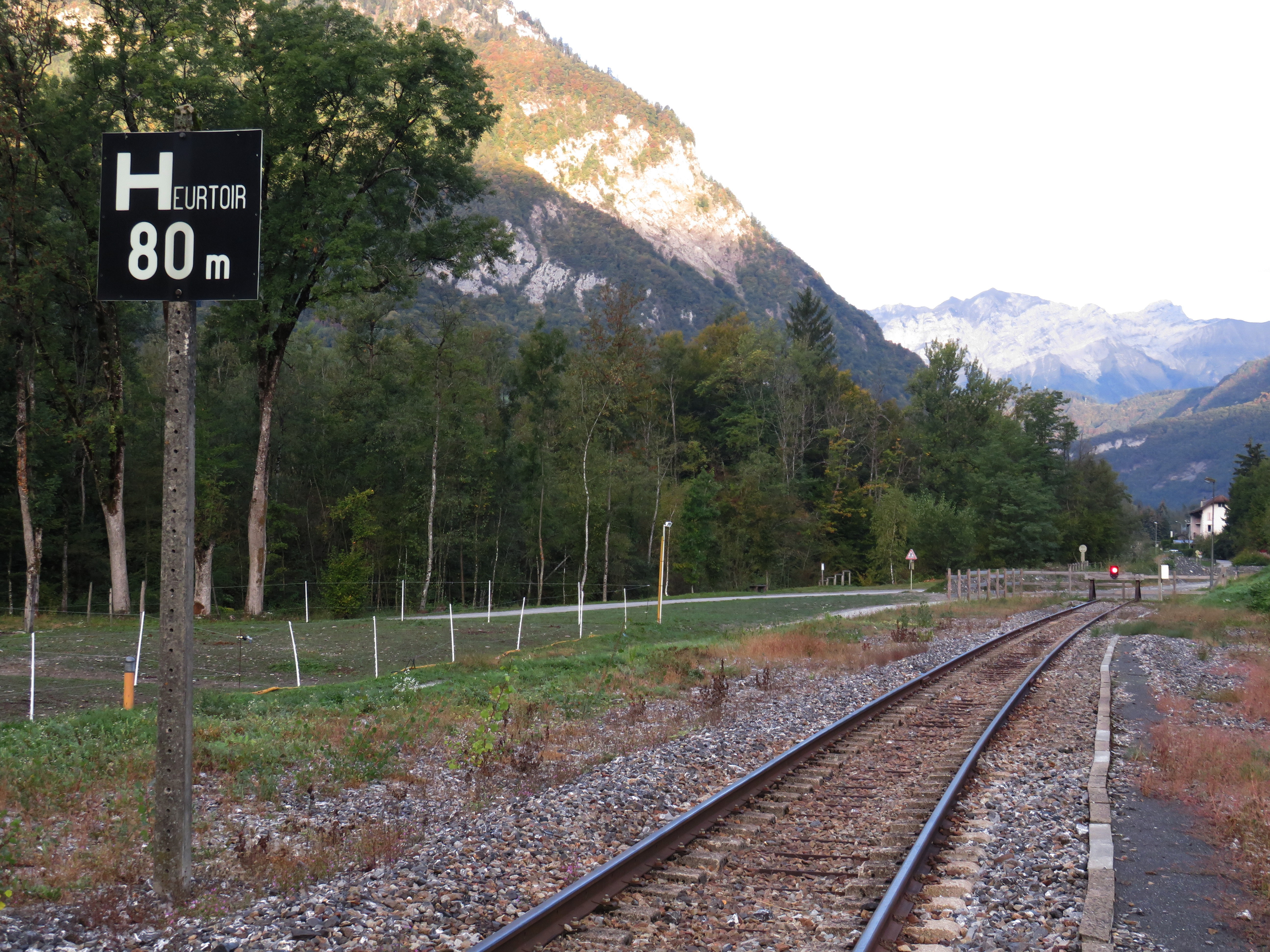
L'estremità della linea in esercizio a Ugine, con il segnale che indica la presenza del paraurti a 80 m.

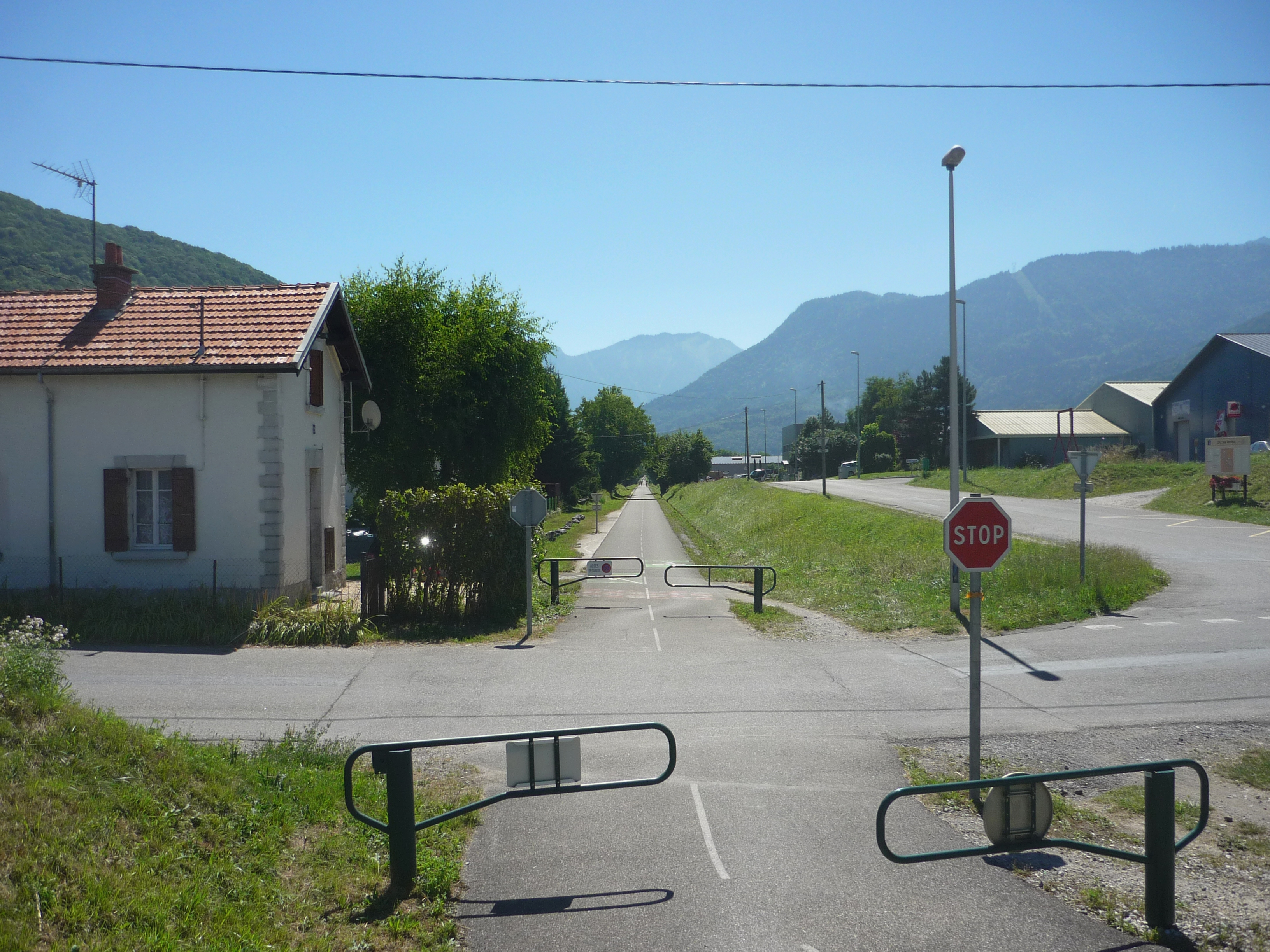
La pista ciclabile realizzata sul sedime della ferrovia a Doussard, vista in direzione di Albertville.

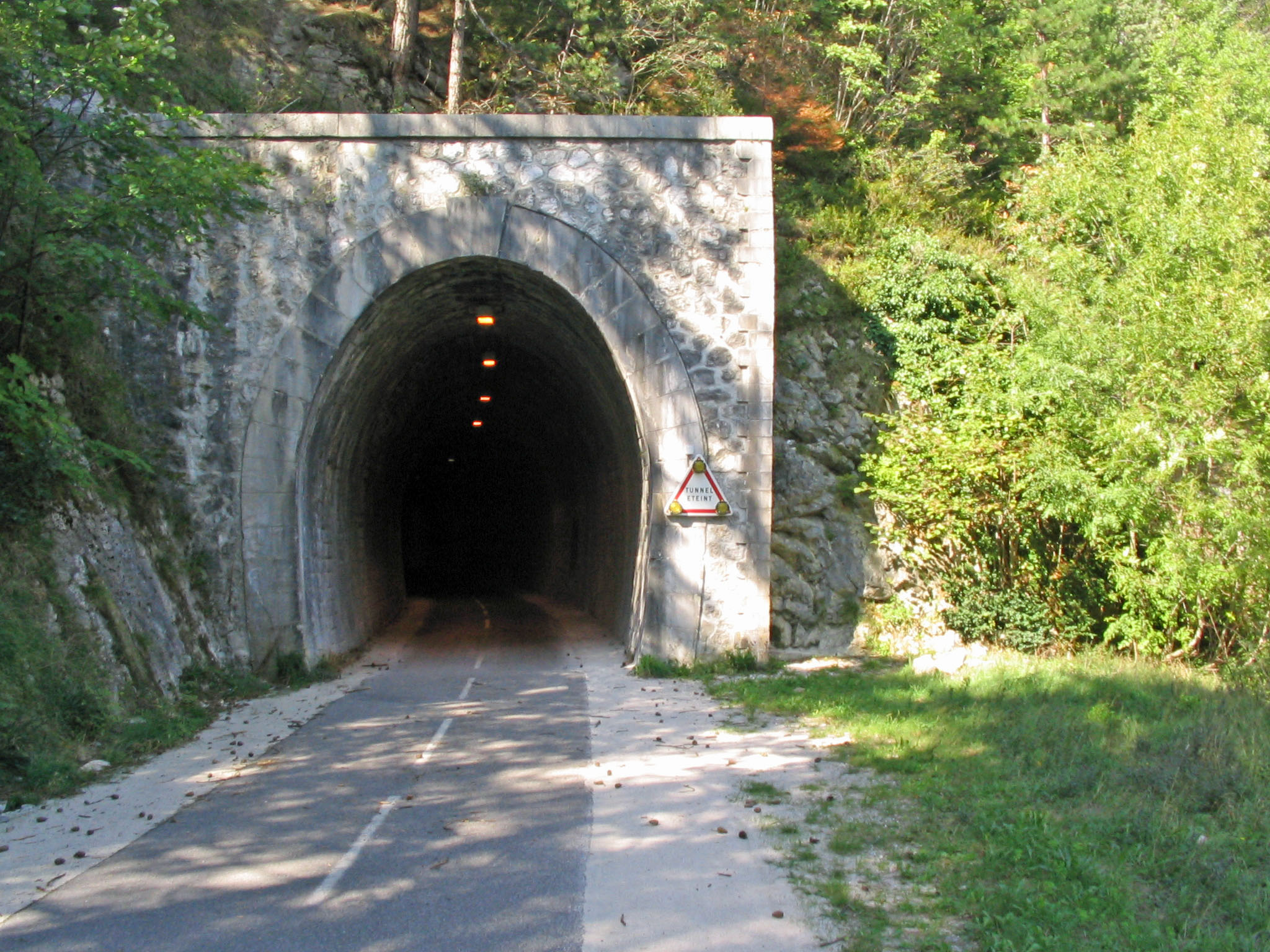
Il portale sud della galleria di Duingt, riutilizzata per la pista ciclabile.

Fino al 1914 la linea era percorsa da tre e poi quattro coppie giornaliere di treni omnibus in circa 1h30. I mezzi di trazione erano forniti dal deposito di Annemasse e distaccati alla rimessa locomotive di Annecy. Tra le due guerre una parte del traffico viene trasferita su strada, lasciando alla ferrovia due coppie giornaliere di treni omnibus, più una terza il martedì, giorno di mercato ad Annecy, sull'intero percorso e tre treni operai Ugine-Albertville, di cui due organizzati dalle officine metallurgiche. Dall'orario invernale del 20 dicembre 1936 viene messo in servizio tutte le domeniche e nei giorni festivi un servizio con automotrici dirette da Lyon-Perrache ad Albertville via Annecy per portare i cittadini lionesi sui campi da sci savoiardi.
Il 5 maggio 1938 la SNCF, subentrata dall'inizio dell'anno alla PLM, chiude la linea al traffico viaggiatori e sposta il servizio su strada. Tuttavia lo stabilimento di Ugine mantiene in circolazione fino all'inizio del 1953 un servizio Albertville-Ugine, non accessibile al pubblico, per il trasporto degli operai.
Il 1º aprile 1953 cessa il traffico merci tra Saint-Jorioz e Lathuille, ma viene mantenuto attivo il raccordo industriale della progressiva chilometrica (PK) 15+322, a nord di Lathuille.
Il 1º agosto 1966 ha termine anche il servizio merci su St.Jorioz, determinando il seguente stato di esercizio:
- Annecy–raccordo PK 2+025: tradotta merci con locotrattore da Annecy allo stabilimento della Compagnie Française de l'Étain;
- raccordo PK 2+025-raccordo PK 15+322 (escluso): tratto di 13,297 km declassato e smantellato;
- raccordo PK 15+322 (stabilimento Bozel-Malétra)-Albertville: tratto di 30,1 km con servizio merci quotidiano con locomotive Diesel-elettriche BB 67000 dei depositi di Chambéry e Vénissieux o, occasionalmente, BB 66000 di Vénissieux[11].

All'inizio del decennio 1980 la sezione meridionale superstite continua a essere interessata da un importante traffico merci legato ai numerosi raccordi industriali presenti lungo il percorso:
- raccordo PK 15+322 (a nord di Lathuille): stabilimento elettrometallurgico Nobel-Bozel;
- raccordo PK 30+656 (presso Marlens): deposito di prodotti agricoli Chappelet;
- raccordo PK 33+867 (tra Marlens e Ugine): deposito di prodotti petroliferi Les Fils de Jules Bianco, raccordato dal 20 agosto 1974, che riceve annualmente circa 50.000 t di idrocarburi con due o tre treni completi alla settimana;
- raccordo PK 37+391 (a valle di Ugine): complesso elettrochimico ed elettrometallurgico Ugine-Kuhlmann, dotato di rete interna con sviluppo di 8,5 km, elettrificata in corrente continua a 500 V con linea aerea; Il fascio di scambio esterno riceve da 150.000 a 180.000 t di rottami di ferro e spedisce da 35.000 a 40.000 t di prodotti finiti ogni anno;
- fascio di ricevimento PK 42+502-42+823 (tra Marthod e Albertville) al servizio della fabbrica di alluminio Péchiney di Venthon, situata sulla riva opposta dell'Arly, che riceve da uno a due treni settimanali da 1.200 t di allumina;
- raccordo PK 43+643 (periferia di Albertville): deposito di rottami Vignier.[11]

Oltre ai treni completi destinati ai raccordi Bianco e Pechiney, il servizio merci comprende tutti i giorni lavorativi un treno raccoglitore Albertville-Lathuille e due treni Albertville-Ugine che circolano in mattinata, con un volume di traffico tale da far prendere in considerazione la possibilità, poi senza seguito, di estendere fino al raccordo Bianco di Ugine l'elettrificazione a 25 kV monofase prevista per la linea della Tarentaise.
Il 22 gennaio 1989 cessa il servizio merci per lo stabilimento elettrometallurgico Nobel-Bozel, circostanza che determina la chiusura del tratto tra i raccordi PK 15+322 (a nord di Lathuille) e PK 33+867 (tra Marlens e Ugine).
Il 20 maggio 1999 cessa il servizio merci per il deposito di prodotti petroliferi Les Fils de Jules Bianco, con la conseguente chiusura del tratto tra il raccordo della PK 33+867 e la stazione di Ugine.
A giugno 2011 lo stato della linea è il seguente:
- Annecy- raccordo PK 2+025 (zona industriale): sezione inutilizzata;
- raccordo PK 2+025-Ugine: sezione smantellata e parzialmente convertita in pista ciclabile;
- Ugine-Albertville: servizio merci per lo stabilimento di Ugine[12].